# Supercoppa tedesca 2019 (pallavolo femminile)
La Supercoppa tedesca 2019 si è svolta il 20 ottobre 2019: al torneo hanno partecipato due squadre di club tedesche e la vittoria finale è andata per la terza volta consecutiva allo Schweriner.

## Regolamento
Le squadre hanno disputato una gara unica.

## Squadre partecipanti
| Squadra       | Qualificazione                       | Ultima partecipazione   |
| ------------- | ------------------------------------ | ----------------------- |
| MTV Stoccarda | Vincitrice 1.Bundesliga 2018-19      | Supercoppa tedesca 2017 |
| Schweriner    | Vincitrice Coppa di Germania 2018-19 | Supercoppa tedesca 2018 |

## Torneo
| 20 ottobre 2019 TUI Arena, Hannover Durata: 2h:00 - Spettatori: 4 535 | Schweriner | 3 - 1 | MTV Stoccarda | 25-22, 31-33, 25-19, 25-18 |